# Droga wojewódzka 137
Die Droga wojewódzka 137 (DW 137) ist eine polnische Woiwodschaftsstraße in der Woiwodschaft Lebus. Sie verläuft in West-Ost-Richtung und verbindet die Stadt Słubice mit Trzciel (Tirschtiegel).